# 博爾斯 (阿肯色州)
博爾斯（英語：Boles）是位於美國阿肯色州斯科特縣的一個非建制地區。該地的面積和人口皆未知。

## 地理
博爾斯的座標為34°46′46″N 94°02′57″W / 34.77944°N 94.04917°W，而該地的平均海拔高度為205米（即673英尺）。